# Фирмилиан (Оцоколич)
Епископ Фирмилиан (серб. Епископ Фирмилијан, в миру Станко Оцоколич, серб. Станко Оцокољић; 7 января 1910, Каона, Сербия — 2 ноября 1992, Либертивилл, Иллинойс) — епископ Сербской православной церкви, епископ Среднезападноамериканский.

## Биография
Родился 7 января 1910 года в сербском селе Каона в семье потомственного священника Уроша Осоколича. Его мать Даринка также была из семьи священника.
Получив начальное и среднее образование, Станко был принят в Православную Духовную семинарию в Сараеве, который окончил в 1930 году.
После периода службы в вооружённых силах Югославии, Станко сочетался браком с Надеждой Попович.
Женившись, Станко был рукоположён в сан диакона, а затем в сан священника и назначен помощником в приход своего отца, протоиерея Уроша, в деревне Каона.
В первый же год супружества Станко постигло горе: он потерял жену, которая умерла во время родов. Получение образования стало целью овдовевшего священника, для чего он поступил на богословский факультет Белградского Университета, рассчитывая по завершении его получить место преподавателя религиозных дисциплин в одной из школ Белграда.
После получения лиценциата богословия в Белградском университете, о. Станко был назначен профессором патрологии и греческого языка в Духовную семинарию в Цетинье в Черногории.
Через год, о. Станко был пострижен в монашество в соседнем монастыре Святого Василия Острожского с наречением имени Фирмилиан.
После того как Вторая мировая война пришла в Югославию в 1940 году, иеромонах Фирмилиан вместе с епископом Дионисием (Миливоевичем) уехал в Сербскую православную епархию Америки и Канады в США.
С 1941 года духовно окормлял сербов в Великобритании. Кроме того, во время Второй мировой войны, он служил личным духовником династии Карагеоргиевичей, специально для Его Королевского Величества Петра II, короля Югославии в изгнании.
После возвращения в США синкелл Фирмилиан был возведён в сан архимандрита в монастыре Святого Саввы в Либертивилле, штат Иллинойс. Как административный секретарь епископа Дионисия в течение следующих лет, архимандрит Фирмилиан участвовал в пастырском окормлении многих крупнейших сербских православных общин в Америке.
В 1945 году архимандрит Фирмилиан способствовал формировании национальной федерации общин сербских сестёр, к которой он был назначен в качестве своего духовного наставника.
Во время своей службы в монастыре Святого Саввы, архимандрит Фирмилиан принимал участие во многих мероприятиях, в том числе преподавал в семинарии, располагавшейся на территории монастыря, и содействовал публикации многих творений епископа Николая (Велимировича).
Пребывая основное время в монастыре, архимандрит Фирмилиан получил докторскую степень по философии на кафедре истории Чикагского университета, защитив докторскую диссертацию о Законнике Стефана Душана.
Он также сыграл важную роль в формировании Постоянной Конференции Канонических Православных Епископов в Америке (SCOBA), идея которой принадлежит архиепископу Иакову (Кукузису). Архимандрит Фирмилиан был назначен первым административным секретарём этой конференции.
27 июля 1963 года Священный Синод Сербской Православной Церкви избрал архимандрита Фирмилиана епископом вновь созданной Среднезападноамерианской епархии.
1 августа 1963 года в кафедральном соборе Святого Саввы в Милуоки, штат Висконсин состоялась хиротония архимандрита Фирмилиана во епископский сан.
Избрание и хиротония епископа Фирмилиана происходили в непростой период. Епископ Дионисий (Миливоевич), управлявший сербскими приходами в США, отказался подчиняться Синоду Сербской православной церкви в Югославии, заявляя что коммунисты пытаются контролировать Американскую епархию. После своего запрещения Епископ Дионисий с единомысленными клириками и мирянами сформировал неканоническую Свободную Сербскую Православную Церковь.
Епископ Фирмилиан руководил епархией в течение этого периода настроений, продолжавшихся более 16 лет. Епископ Дионисий принёс отказ в суд, где две группы боролись за контроль над церковной собственностью в Соединённых Штатах, до тех пор пока Верховный суд США не принял решение в пользу епископа Фирмилиана в 1979 году.
В 1988 года епископ Фирмилиан был награждён орденом Святого Саввы первой степени, высшую награду Сербской православной церкви.
Скончался 2 ноября 1992 года в Condell Memorial Hospital в Либертивилле в возрасте 82 лет.